# 劉儲秀
劉儲秀（1483年—1558年），字士奇，號西陂，陝西西安府咸寧縣（今屬西安市）人，明朝政治人物。

## 生平
弘治十七年（1504年）甲子科舉人，正德九年（1514年）甲戌科二甲进士。授刑部主事，历郎中，録囚四川，多所平反。嘉靖三年（1524年），出为鎮江府知府，七年升山西按察司提学副使，八年九月升河南布政司左参政，十年四月因前提学山西時建敬一箴碑亭事被下旨逮问，革职閑住。
嘉靖十四年九月被举荐起用，起补湖广布政使司右参政，十六年十一月升江西按察使，十七年七月升浙江右布政使，历官湖广左布政使，十八年九月升都察院右副都御史、巡抚辽东，二十年七月升户部右侍郎。二十五年正月改任兵部右侍郎，十月改任吏部，二十六年五月升吏部左侍郎，闰九月升至户部尚书、总督仓场督理西苑农事。嘉靖二十七年正月，改任兵部尚书，按惯例任命为二品官应当上疏辞谢，由于刘储秀的疏章涉及恢复河套之事，言“近日复套一议尤见圣明，非臣愚陋所能仰佐万一”，嘉靖帝斥责其浮词罔上，无任事之忠，将其罢官，削籍为民。

## 著作
工詩，著有《二楚集》、《西陂诗文集》、《周礼集说补》二卷。